# Убивство Жовенеля Моїза
Убивство Президента Гаїті Жовенеля Моїза здійснила група озброєних людей у його резиденції в середу, 7 липня 2021 о 1 годині ранку EDT. Дружину Моїза, Мартіну Моїз, госпіталізували в тяжкому стані після нападу.
Тимчасовий прем'єр-міністр Клод Джозеф заявив, що він контролює країну. Правонаступництво президента незрозуміле.

## Передумови

### Вибори
Жовенель Моїз був наступником президента Мішеля Мартейї, якому конституційно заборонили брати участь у президентських виборах 2015 року. Моїз отримав 33 % голосів у першому турі та посів перше місце. Результати першого туру заперечив інший учасник виборів, що посів друге місце, Джуд Селестін та інші кандидати, прихильники яких вийшли на протести.
Проведення другого туру неодноразово переносили, що спричинило подальші протести і результати зрештою анулювали. Коли термін повноважень чинного президента Мішеля Мартейї закінчився, законодавчий орган призначив Джоселерме Приверта тимчасовим президентом перед новими виборами в листопаді 2015 року. На цих виборах Моїзе отримав 56 % голосів та переміг у першому турі. Моїз вступив на посаду 7 лютого 2017 р. Він мав піти з посади 7 лютого 2021 року, відповідно до конституційного положення про врахування терміну повноважень з часу обрання президента, а не з часу його вступу на посаду. Проте він отримав підтримку від США та Організації американських держав (ОАД) і залишився на посаді на п'ятий рік.

### Політичні негаразди
Під час перебування на посаді Моїза, у країні час від часу виникали політичні заворушення та насильство, а також жорстокі антиурядові протести. Термін повноважень Жовенеля закінчився 7 лютого 2021 року, хоча сам він стверджував, що термін мав тривати до 2022 року, оскільки він не обіймав посаду до 2017 року. Численні протести з вимогою відставки Моїза відбулись у столиці країни на початку 2021 року. Опоненти Моїза оголосили суддю Жозефа Месена Жана-Луї тимчасовим президентом у лютому 2021 року.
Призначені законодавчі вибори в жовтні 2019 року, а також референдум щодо змін до конституції, відклали до вересня 2021 року, що призвело до скасування цієї постанови президентським наказом Моїзе..
За час перебування на посаді Моїз призначив сім різних прем'єр-міністрів, останнім з яких був Аріель Анрі, який обійняв посаду 5 липня 2021 року

## Напад
Моїза вбили в перші години 7 липня 2021 року під час нападу невідомих озброєних людей на його резиденцію в районі Пелерін-5 у Петіон-Віллі. Мартін Моїз, першу леді Гаїті, госпіталізували із пораненням, отриманим під час нападу. У пресрелізі, опублікованому пізніше того ж дня від імені кабінету прем'єр-міністра Клода Жозефа, звинуватили в нападі «групу невстановлених осіб, деякі з яких розмовляли іспанською».
Сусіди Моїза стверджували, що почули звуки кулемету після нападу. На відео, знятому сусідами, чути голос чоловіка, що розмовляє англійською мовою з американським акцентом, який заявив, що є членом Управління США з питань боротьби з наркотиками. Деякі джерела заявляли, що нападники не були пов'язані з цим управлінням, а були найманцями.
Поліція Гаїті 8 липня 2021 року заявила про загибель чотирьох ймовірних «найманців» і затримання ще двох й зв'язку з убивством президента країни Жовенеля Моїза в його будинку напередодні.

## Подальші події та розслідування
7 липня було закрито Летовище Гаїті імені Туссен-Лувертюра, що є головним повітряним портом країни. Тоді ж у країні запроваджено військовий стан. Цей стан є еквівалентом стану війни, коли армія наділяється більшими повноваженнями для проведення репресій. Під час такого положення дія конституції призупиняється.
Тимчасовий прем'єр-міністр Гаїті Клод Джозеф закликав ООН провести засідання Рада безпеки та допомогти у розслідуванні вбивства.
8 липня спочатку було затримано двох підозрюваних у вбивстві, згодом було заарештувано 17 підозрюваних, з яких 15 були колумбійцями. Серед заарештованих двоє чоловіків, що вважаються американцями гаїтянського походження, Джеймс Соладжес та Джозеф Вінсент. Один з них є колишнім охоронцем посольства Канади в Порт-о-Пренсі. Поліціянти вважають, що угруповання, причетне до вбивства Моїза, складається з 28 членів.
10 липня дружина Моїза Мартін вперше з моменту нападу виступила на публіці, заявивши, що Жовенель хотів провести референдум та вибори, через що його було вбито.
20 липня поліціянти затримали трьох підозрюваних у вбивстві Моїза, загальне число затриманих сягнуло 26 осіб.
24 липня Моїза було поховано, церемонія поховання супроводжувалася народними заворушеннями, відбулися сутички протестувальників із поліціянтами, було чути постріли, поліціянти застосували сльозогінний газ.
11 вересня прем'єр-міністра Гаїті Аріеля Анрі було викликано на допит для свідчень у справі. За даними розслідування, Анрі розмовляв телефоном із підозрюваним у вбивстві через кілька годин після злочину.
22 жовтня на Ямайці було заарештовано колумбійця Маріо Антоніо Паласіоса, підозрюваного у вбивстві Моїза. Поліцейські повідомили, що це небезпечна людина.
14 січня 2022 року на Ямайці було затримано головного підозрюваного у вбивстві Моїза.

## Міжнародна реакція
- Президент Домінікани Луїс Абінадер закрив кордон з Гаїті та скликав термінову зустріч командування армії.[44]
- Напад засудили уряди Британії та США[1].